# Didier Thueux
Didier Thueux, né le 27 décembre 1966 à Mareuil-Caubert, est un coureur cycliste français. Il gagne en 1984 le championnat de France de cyclo-cross junior.

## Biographie
Le 27 mai 1991, il termine deuxième de la première étape du Tour d'Italie derrière Philippe Casado qui endosse alors le maillot rose.

## Palmarès
- 1984
  -  Champion de France de cyclo-cross juniors
- 1986
  - 2e étape secteur b Tour de l'Oise
  - Grand Prix de Saint-Souplet
  - 3e du Tour de la Somme
  - 3e du championnat de France militaire sur route
- 1989
  - Circuit de l'Aisne
- 1990
  - 3e de Paris-Barentin
  - 4e du championnat de France de VTT

## Résultats sur les grands tours

### Tour d'Italie
1 participation
- 1991 : hors délais (11e étape)